# Мочарко, Михаил Александрович
Михаил Александрович Мочарко (13 ноября 1906 г., с. Макарёво, укр. Макарьово, ныне — Мукачевский район Закарпатской области Украины — 70-е годы XX столетия) — старший пресвитер евангельских христиан-баптистов Закарпатской области Украины.

## Биография
Михаил Мочарко родился в бедной рабочей семье в 1906 году, когда Закарпатье входило в состав Австро-Венгрии. В 1913 году он поступил в общеобразовательную школу в селе Макарёво и окончил 6 классов. Одновременно с учёбой в 1916—1926 годах он работал почтальоном. В 1926 году вступил в общину евангельских христиан-баптистов. В 1927—1937 годах возглавлял ряд баптистских общин в Закарпатье.
В 1934—1935 годах прослушал библейские курсы в Праге на чешском языке. В 1940 году Михаил Мочарко посещал библейские курсы на венгерском языке в городе Секешфехервар. В том же 1940 году он отдан венгерскими властями под суд как неблагонадежный поставлен под надзор полиции и лишён права участвовать в выборах.
В 1940 или 1941 году Михаил Мочарко был рукоположен в пресвитеры секретарем Союза баптистов всей Венгрии Михаилом Бараньои из Будапешта и районным пресвитером Союза баптистов Венгрии Б. Е. Пештсент. В 1940—1946 годах Михаил Мочарко был пресвитером баптистских общин в Раховском и Сигетском районах Закарпатья.
В 1947 году Всесоюзный совет евангельских христиан-баптистов (ВСЕХБ) избрал Михаила Мочарко старшим пресвитером Закарпатской области.
В 1964 году он участвовал от ВСЕХБ в советской делегации на Втором всехристианском конгрессе мира в Праге, входил в комиссию «Мир и справедливость».